# Ehecatusa
Ehecatusa is een geslacht van kreeftachtigen uit de klasse van de Malacostraca (hogere kreeftachtigen).

## Soorten
- Ehecatusa chiapensis (Rodríguez & Smalley in Smalley, 1970)
- Ehecatusa mixtepensis (Rodríguez & Smalley in Smalley, 1970)